# Robocopy
Robocopy ist ein Windows-Kommandozeilen-Tool von Microsoft zum Kopieren und Synchronisieren von Verzeichnissen. Mit seinen 72 Kommandozeilenparametern ist es ein vielfältig anpassbares Werkzeug, das auch ein inkrementelles Sichern von Verzeichnissen erlaubt. Üblicherweise wird es als Werkzeug von Systemadministratoren in Batch-Dateien verwendet.
Im Gegensatz zum einfachen Kopieren im Windows-Explorer bricht Robocopy bei Fehlern nicht ab und kann den Erfolg des Kopiervorgangs in einer Log-Datei dokumentieren. Es ist weit flexibler als die mit älteren Windows-/DOS-Versionen ausgelieferten Kommandos COPY oder XCOPY.
Während es früher als Teil des Windows Resource Kits nachinstalliert werden musste, ist es in den Windows-Versionen ab Vista und Windows Server 2008 standardmäßig enthalten.
Neben dem Kommandozeilentool von Microsoft existieren auch kostenlose und freie Programme mit ähnlichen Namen wie Robocopy, beispielsweise Programme, die grafische Benutzeroberflächen (GUIs) für Robocopy zur Verfügung stellen, um Probleme mit Kommandozeilenparametern zu umgehen.